# 薩布羅峰
薩布羅峰（英語：Saburro Peak）是南極洲的山峰，位於奧次地，處於多爾峰以南，屬於不列顛嶺中拉文斯山脈的一部分，海拔高度1,930米，現時由南極條約體系管理。